# Stefan Rebmann

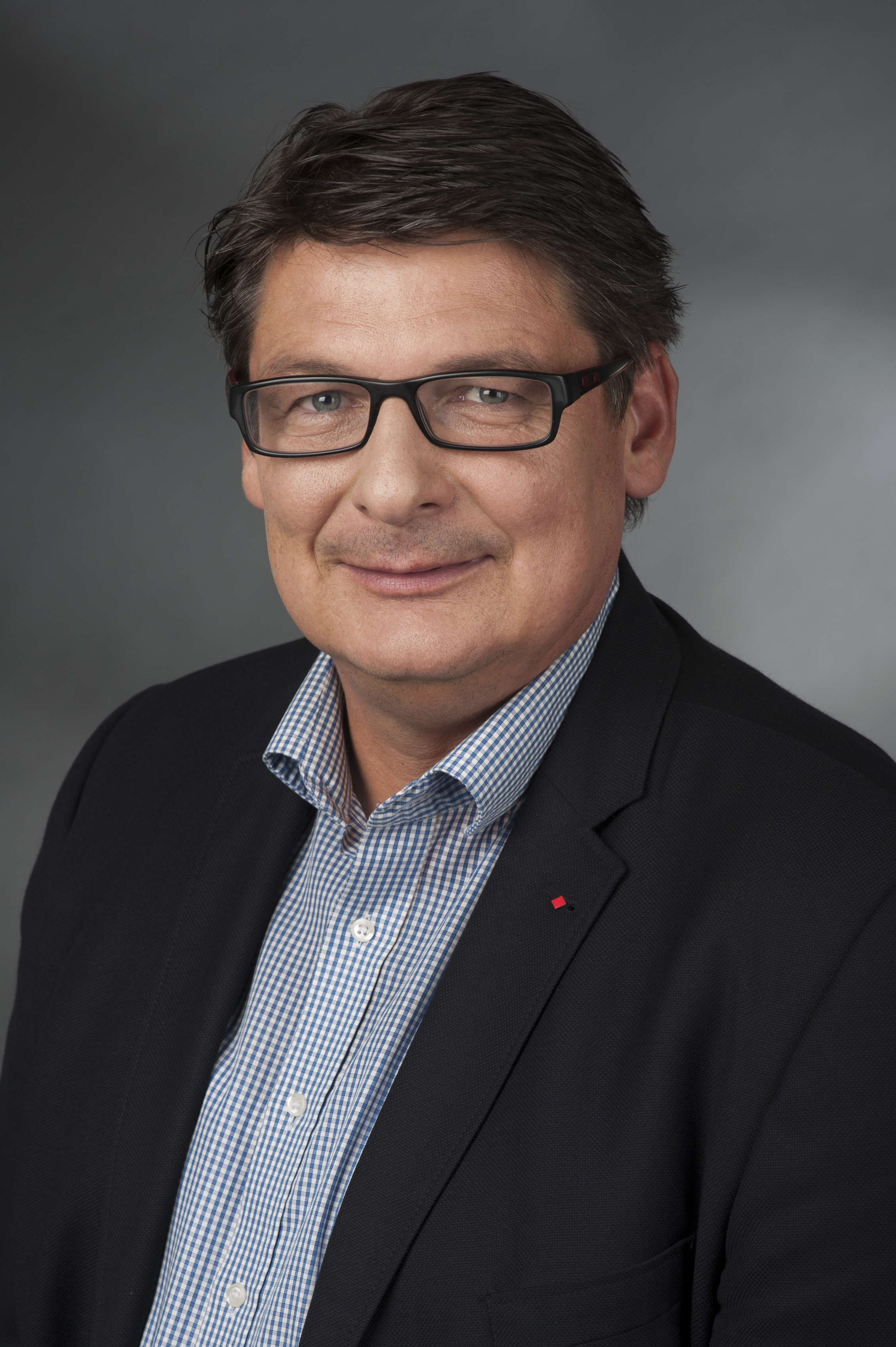
Stefan Rebmann (2014)

Stefan Rebmann (* 20. Juni 1962 in Heidelberg) ist ein deutscher Politiker (SPD). Von 2011 bis 2017 war er Mitglied des Deutschen Bundestages.

## Leben und Beruf
Rebmann wurde in Heidelberg geboren. Von 1968 bis 1973 besuchte er die Grund- und Hauptschule, von 1973 bis 1980 die Schimper Realschule Schwetzingen und schloss mit der Mittleren Reife ab. Ab 1980 absolvierte Rebmann eine Ausbildung zum Energieanlagenelektroniker bei der BASF Ludwigshafen. Im Anschluss arbeitete er bis 1991 als Qualitätsprüfer in der Endkontrolle bei Frankl & Kirchner in Schwetzingen und engagierte sich dort im Betriebsrat. Danach durchlief er eine zweijährige Ausbildung zum Organisationssekretär der DGB und war als solcher beim DGB-Kreis Mannheim tätig. Von 1995 bis 2000 übte Rebmann das Amt des DGB-Kreisvorsitzenden im Kreis Freiburg und Breisgau-Hochschwarzwald aus. Bereits während dieser Tätigkeit wurde Rebmann 1999 zum Vorstandssekretär des DGB-Bezirks Baden-Württemberg benannt und wechselte nach Stuttgart. Zusätzlich übernahm er die Funktion des Organisationsleiters. Im Rahmen dieser Tätigkeit war er auch verantwortlich für den Europäischen Aktionstag „Aufstehen“, der am 3. April 2004 in Stuttgart stattfand und von 150.000 Teilnehmerinnen und Teilnehmern besucht wurde. Darüber hinaus wurde ihm das Amt des DV-Beauftragten, ebenfalls beim DGB-Bezirk Baden-Württemberg, übertragen. Von 2004 bis 2009 war Rebmann DGB-Vorsitzender der Region Rhein-Neckar (110.000 Mitglieder). Zusätzlich übernahm er ab 2007 für ein Jahr die kommissarische Stellvertretung des DGB-Bezirksvorsitzenden Baden-Württemberg. Bis Januar 2014 war er DGB-Vorsitzender der Region Nordbaden (220.000 Mitglieder).
Nach seinem Ausscheiden aus dem Bundestag 2017 wurde Rebmann beim DGB Stuttgart Abteilungsleiter für Wirtschafts-, Industrie- und Umweltpolitik.
Stefan Rebmann ist Mitglied in zahlreichen Vereinen und Verbänden.

## Politik
Stefan Rebmann trat 1988 in die Sozialdemokratische Partei Deutschlands (SPD) ein. Im Zeitraum von 1995 bis 2000 engagierte er sich im SPD-Kreisvorstand Freiburg und Breisgau-Hochschwarzwald wie auch als SPD-Vorstandsmitglied des Ortsvereins Freiburg/St. Georgen.
Im November 1999 organisierte Rebmann einen Hilfstransport nach Adapazari in der Türkei, um den dort von einem schweren Erdbeben betroffenen Menschen zu helfen. Der Transport bestand aus Wohncontainern, die als Notunterkünfte dringend benötigt wurden. Zusätzlich wurden Kleidung und Lebensmittelspenden an die Bevölkerung übergeben. Rebmann begleitete den Hilfskonvoi und half persönlich beim Aufbau der Wohncontainer. Das Erdbeben ereignete sich am 17. August und hatte eine Stärke von 7,6 auf der Richterskala. Damit gehört es zu den schwersten Naturkatastrophen des 20. Jahrhunderts. In dem betroffenen Gebiet kamen insgesamt ca. 18.000 Menschen ums Leben und an die 50.000 Menschen wurden verletzt.
2007 wurde Rebmann zum Vorsitzenden der SPD Schwetzingen gewählt und 2009 Mitglied des Schwetzinger Gemeinderats. Dieses Mandat übte er bis zu seinem Einzug in den Deutschen Bundestag 2011 aus. Von 2006 bis 2009 gehörte er dem SPD-Landesvorstand Baden-Württemberg an.
Bei den Bundestagswahlen 2005 und 2009 trat Stefan Rebmann als Kandidat der SPD an. Zunächst für den Wahlkreis Bruchsal-Schwetzingen, nach dem Ausscheiden von Lothar Mark für den Wahlkreis Mannheim. Allerdings gelang ihm, aufgrund des insgesamt schlechten Ergebnisses der SPD bei der Wahl 2009, der Einzug in das Parlament nicht. 2011 rückte er jedoch für den ausgeschiedenen Peter Friedrich in den Deutschen Bundestag nach. Bei der Bundestagswahl 2013 wurde er über die Landesliste in den 18. Deutschen Bundestag gewählt. 
Rebmann war stellvertretender Vorsitzender im Ausschuss für Wirtschaftliche Zusammenarbeit und Entwicklung. In dieser Funktion setzte er sich besonders für die Verbesserung der Gesundheitsversorgung in Entwicklungsländern ein. Darüber hinaus war er stellvertretendes Mitglied in verschiedenen Ausschüssen. Dazu zählten der Ausschuss für Arbeit und Soziales, der Unterausschuss für zivile Krisenprävention, Konfliktbearbeitung und vernetztes Handeln und der parlamentarische  Beirat für nachhaltige Entwicklung.
Neben seinem politischen Engagement spielte Rebmann im Fußballverein des Deutschen Bundestages, dem FC Bundestag. Durch die Initiative Rebmanns fand im Dezember 2012 ein Benefizspiel mit karitativem Zweck gegen den MFC Phönix Mannheim statt.
Bei der Bundestagswahl 2017 verlor er im Kampf um das Mannheimer Direktmandat gegen Nikolas Löbel (CDU).  Auch über die Landesliste war er nicht erfolgreich, so dass er nach sechs Jahren aus dem Bundestag ausschied.

## Privates
Rebmann ist Mitglied der katholischen Kirche und Vater von zwei erwachsenen Töchtern. 2017 heiratete er in zweiter Ehe die ehemalige Bürgermeisterin von Eppelheim Patricia Popp.